# قائمة أكبر منتجي الألمنيوم حسب الإنتاج
فيما يلي قائمة بأكبر الشركات المنتجة للألمنيوم حسب الإنتاج (1000 طن متري) ، البيانات ترجع لعام 2016 وفقًا لشركة ستاتيستا . 
| الترتيب | الشركة                            | انتاج (1000 طن متري) | مقر                        |
| ------- | --------------------------------- | -------------------- | -------------------------- |
| 1       | هونغكياو (Hongqiao)               | 5,830                | الصين                      |
| 2       | يو سي روسال (UC Rusal)            | 3,740                | روسيا                      |
| 3       | ريو تينتو ألكان (Rio Tinto Alcan) | 3,540                | كندا                       |
| 4       | شاندونغ شينفا (Shandong Xinfa)    | 3,210                | الصين                      |
| 5       | تشالكو (Chalco)                   | 2,700                | الصين                      |
| 6       | ألكوا (Alcoa)                     | 2,600                | الولايات المتحدة الأمريكية |

## روابط خارجية
- موقع statista